# Crocidura poensis
Crocidura poensis es una especie de musaraña (mamífero placentario de la familia Soricidae).

## Distribución geográfica
Se encuentra en Camerún, Costa de Marfil, Guinea Ecuatorial, Ghana, Guinea, Liberia, Nigeria, Santo Tomé y Príncipe y Sierra Leona.

## Estado de conservación
Se encuentra localmente amenazada en algunos lugares por la pérdida y degradación de su hábitat.